# Moulin à eau de Kermarc'h
Le moulin à eau de Kermarc'h est situé à Saint-Nicolas-du-Pélem, en France.

## Localisation
Le moulin est situé sur le territoire de la  commune de Saint-Nicolas-du-Pélem, au lieu-dit Kermarc'h, dans le département des Côtes-d'Armor, en région Bretagne.

## Description
Le moulin est situé en écart, entre deux bras d'eau alimentant chacun une roue. Le logement du meunier est sur la rive est du Sulon. Susceptible de remonter au milieu du XVIIe siècle, il est construit en moellons de granit appareillés à joint vif. De petites dimensions, sous une couverture d'ardoises à pureau décroisant et pignons découverts à pierres assisées, en place du chaume primitif, il est accessible de plain pied par une porte basse en plein-cintre. Le groupe des meules (deux paires) repose sur un massif surélevé maçonné. Un levage à cabestan, au-dessus de la meule courante, permettait d'en effectuer le piquage. Le coffrage, ou archures, est en bois orné de panneaux moulurés et sculptés en bas-relief d'une croix, de palmes, du soleil et de la lune, d'une étoile et d'un triangle. Ce décor typiquement bas breton, rappelant l'art du lit clos, à thème religieux et astral, daté de 1807, a justifié la protection d'ensemble de ce moulin, parfaitement représentatif de la meunerie bretonne, auquel ne manque que la roue verticale qui tournait le long du mur gouttereau. Dans le comble se trouve une petite chambre avec cheminée. Le moulin est arrêté depuis 1979.

## Historique
Le moulin est inscrit au titre des monuments historiques par arrêté du 13 août 1987.